# Eucalyx ovicalyxus
Eucalyx ovicalyxus là một loài Rêu trong họ Jungermanniaceae. Loài này được (Stephani) Horik. mô tả khoa học đầu tiên năm 1931.